# مارغريتا سيدينيو دي فرنانديز
مارغريتا ماريا سيدينيو ليزاردو ، المعروفة على نطاق واسع باسم مارغريتا سيدينيو دي فرنانديز ، هي سياسية دومينيكية شغلت منصب نائب رئيس جمهورية الدومينيكان من 2012 إلى 2020. وهي متزوجة من الرئيس السابق ليونيل فرنانديز وشغلت منصب السيدة الأولى جمهورية الدومينيكان من 2004 إلى 2012.

## النشأة والتعليم
ولد مارغريتا في 1 مايو 1965 في سانتو دومينغو للويس إميليو سيدينيو ماتوس وأنجيلا مارغريتا ليزاردو أوليفاريس. عملت مع مكاتب محاماة محلية في جمهورية الدومينيكان ، من بينها مكتب المحاماة الدكتور أبيل رودريغيز ديل أوربي وفرنانديز إي أسوسيادوس ، حيث كانت عضوًا مشاركًا. خلال الأعوام 1996-2000 ، عملت كمستشارة قانونية للرئيس المرشح لمنصب وزير الخارجية. إلى جانب كونه مستشارًا فخريًا ومديرًا لإدارة البيئة القانونية والاستثمارية في مكتب تعزيز الاستثمار الأجنبي في جمهورية الدومينيكان.
لديها بكالوريوس في القانون من جامعة سانتو دومينغو المستقلة وماجستير في التشريع الاقتصادي من جامعة جامعة كاتوليكا مادري ذ مايسترا (بالإنجليزية: Pontificia Universidad Católica Madre y Maestra)‏. كما شاركت في دورات وندوات في جامعة جورجتاون وجامعة هارفارد في الولايات المتحدة وجامعة جنيف في سويسرا.
في 16 أكتوبر 2009 ، تم تعيين مارغريتا سيدينيو دي فرنانديز سفيرة النوايا الحسنة لمنظمة الأغذية والزراعة للأمم المتحدة (الفاو).

## الحياة السياسية
عندما كانت السيدة الأولى (2004-2012) ، قامت هي وموظفوها بتنسيق السياسات الاجتماعية لإدارة زوجها ، وإنشاء برامج صحية وتعليمية للأطفال والشباب والأمهات العازبات والعائلات بشكل عام ، كعنصر أساسي في المجتمع .

### انتخابات 2012 الرئاسية
في 10 أبريل 2011 في اجتماع للجنة المركزية (اللجنة المركزية) لحزب تحرير الدومينيكان ، سجلت ترشيحها المسبق للانتخابات الرئاسية لعام 2012. تم انتخابها نائبة للرئيس دانيلو ميدينا في 20 مايو 2012. وأصبحت ثاني امرأة تشغل منصب نائب الرئيس بعد انتخاب ميلاغروس أورتيز بوش في عهد الرئيس السابق هيبوليتو ميخيا في الفترة 2000-2004.